# Poliuretany

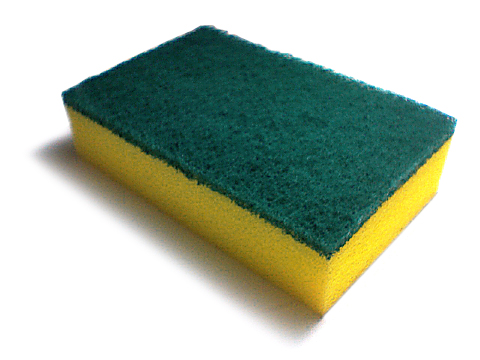
Gąbka poliuretanowa

Poliuretany (skrót PUR lub PU) – polimery powstające w wyniku addycyjnej polimeryzacji wielofunkcyjnych izocyjanianów z poliolami. Cechą wyróżniającą poliuretany od innych polimerów jest występowanie w ich głównych łańcuchach ugrupowania uretanowego [−O−CO−NH−]. Z formalnego punktu widzenia poliuretany są estrowo-amidowymi pochodnymi kwasu węglowego.
Poliuretany są polimerami łatwiej topliwymi od poliamidów, dzięki czemu łatwiej się je przetwarza, ale też mają mniejszą odporność mechaniczną. Z poliuretanów produkuje się włókna elastyczne typu spandex (lycra, elastan), elastomery do najróżniejszych zastosowań — od podeszew butów po elementy zawieszenia samochodów — oraz różnego rodzaju pianki oparte na żywicach poliuretanowych. Ilościowo najważniejszym zastosowaniem poliuretanów są pianki.

## Poliuretany lite
Poliuretany lite można otrzymywać w wyniku reakcji chlorków pochodnych kwasu mrówkowego z aminami, ale dużo częściej stosuje się szybszą i wygodniejszą reakcję poliaddycji izocyjanianów z alkoholami:

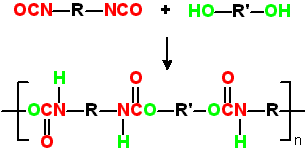
Synteza liniowych poliuretanów

Reakcja ta może przebiegać błyskawicznie, z wydzieleniem dużych ilości ciepła bez obecności katalizatorów i bez produktów ubocznych, jednakże w praktyce często występuje konieczność katalizowania reakcji. Jako katalizatory stosowane są najczęściej trzeciorzędowe aminy lub związki metaloorganiczne. Aby uzyskać poliuretany lite o w miarę dobrych własnościach mechanicznych, reakcję tę prowadzi się w temperaturze około 0 °C.
Poliuretany lite są tworzywami termoplastycznymi o niższej temperaturze topnienia od analogicznych poliamidów, ale mają one gorsze własności mechaniczne i nie są tak kruche jak poliamidy lite, przynajmniej w temperaturach powyżej 0 °C. Są stosowane m.in. w przemyśle samochodowym (do produkcji klamek, elementów tapicerki, oraz elementów amortyzatorów), w obuwnictwie do produkcji podeszew butów, w hydraulice i pneumatyce jako materiał na uszczelki, a także do wyrobu wielu drobnych elementów galanteryjnych.
Pierwotnie do produkcji poliuretanów stosowano proste diole alifatyczne, zwłaszcza 1,4-butanodiol, jednak tego rodzaju materiały były trudne w obróbce i kruche, stąd ich zastosowania były bardzo ograniczone. Dopiero rozpoczęcie przemysłowej produkcji tzw. "polioli" - to jest oligomerów poliestrowych i polieterowych zakończonych grupami hydroksylowymi pozwoliło zwiększyć zakres zastosowań tych polimerów. Współcześnie proste diole i triole alifatyczne są stosowane przy produkcji poliuretanów głównie jako środki sieciujące i przyspieszające wzrost masy cząsteczkowej otrzymywanych polimerów. Do tego samego celu stosuje się też proste, wielofunkcyjne aminy alifatyczne. 
Wadą poliuretanów jest wrażliwości wiązań uretanowych na czynniki środowiskowe – takie jak światło słoneczne (promieniowanie ultrafioletowe) i kwaśne środowisko, co ogranicza ich stosowanie.

## Pianki poliuretanowe

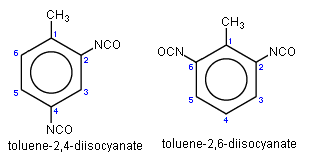
Przykładowe izomery TDI: 2,4-TDI i 2,6-TDI

Przykładowy izomer MDI: 4,4'-MDI

Do syntezy pianek poliuretanowych stosuje się prawie wyłącznie aromatyczne izocyjaniany, najczęściej mieszaniny izomerów różnie podstawionych form diizocyjanianotoluenu (głównie 2,4-diizocyjanianotoluenu), łącznie zwanych TDI, oraz mieszaniny różnie podstawionych metylodifenylodiizocyjanianów, wspólnie nazywanych MDI. Drugim reagentem przy produkcji pianek są oligomery z grupami −OH na końcach. Są to albo poliestry albo polietery, które w technologicznej praktyce nazywa się poliolami. Nazwa poliole przyjęła się z tego względu, że niezależnie od chemicznego rodzaju surowca (poliester, polieter, glikol lub inny), do otrzymania pianek (do reakcji) wykorzystuje się tylko obecność grup hydroksylowych. Pianki na bazie poliestrów i MDI są sztywniejsze i mało odporne na czynniki środowiskowe, zaś pianki na bazie polieterów i TDI są bardziej elastyczne i trwalsze.
Pianki PU wszystkich rodzajów otrzymuje się w wyniku spontanicznej reakcji między oboma wcześniej wspomnianymi grupami reagentów. Reakcję tę prowadzi się zwykle w temperaturze pokojowej przyspieszając ją dodatkowo katalizatorami, którymi najczęściej są trzeciorzędowe aminy.
Efekt spieniania uzyskuje się na trzy sposoby:
- dodawanie do układu lotnych rozpuszczalników, które parują na skutek samorzutnego ogrzewania się układu reakcji powodując powstawanie porów – aktualnie ten sposób jest w dużym stopniu zarzucony ze względu na szkodliwość dla środowiska
- przepuszczanie przez reagującą mieszaninę gazów obojętnych (zwykle azotu)
- dodawanie do układu reakcji wody – jest to obecnie najczęściej stosowana metoda – gdyż układy z wodą ulegają spienieniu całkowicie samorzutnie; dodatek wody nie pozostaje obojętny na właściwości powstającego poliuretanu, gdyż zwiększa udział wiązań mocznikowych w reagującej masie[2].

W piankach spienianych wodą, czynnikiem powodującym spienianie jest dwutlenek węgla, powstający w wyniku reakcji wody z grupami izocyjanianowymi (reakcja na przykładzie TDI):

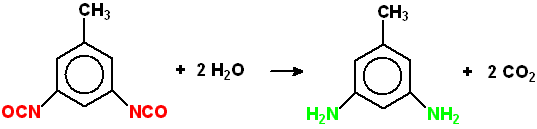
reakcja spieniania

W drugim etapie otrzymane aminy reagują błyskawicznie z TDI, tworząc wiązania mocznikowe:

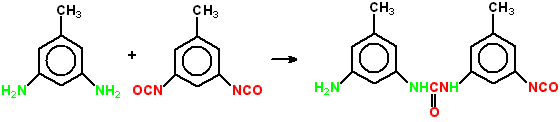
reakcja żelowania I

Równolegle wyjściowy TDI reaguje także z poliolami:

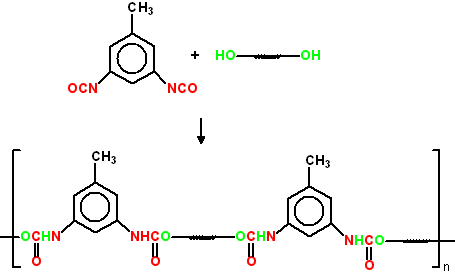
reakcja żelowania II

Obie ostatnie reakcje prowadzą razem do tworzenia się polimeru i żelowania całego układu. Proporcje między tymi trzema reakcjami, którymi steruje się poprzez dobór rodzaju katalizatora oraz udziału wody w układzie reakcji decydują o rozmiarach porów i własnościach powstającej pianki.
Pianki PU stosuje się masowo w przemyśle meblarskim (gąbki tapicerskie i materacowe), samochodowym (gąbki tapicerskie, sztywne pianki do zderzaków, elementów wystroju wnętrza i amortyzatorów) oraz obuwniczym i tekstylnym (tkaniny z podszewkami gąbczastymi, tkaniny ociepleniowe) i wreszcie stosuje się je jako gąbki do kąpieli i rozmaite materiały izolacyjne, kity uszczelniające, spoiwa i kleje.